# Vareuptychia cleophes
Vareuptychia cleophes är en fjärilsart som beskrevs av Frederick DuCane Godman och Osbert Salvin 1889. Vareuptychia cleophes ingår i släktet Vareuptychia och familjen praktfjärilar. Inga underarter finns listade i Catalogue of Life.